# Dendrophthoe trigona
Dendrophthoe trigona là một loài thực vật có hoa trong họ Loranthaceae. Loài này được (Wight & Arn.) Danser ex Santapau mô tả khoa học đầu tiên năm 1953.